# Вільям Гастінгс, 1-й барон Гастінгс
Ві́льям Га́стінгс (англ. William Hastings, 1st Baron Hastings; 1431 — 13 червня 1483) — англійський дворянин, 1-й барон Гастінгс, провідний правник часів правління короля Едуарда IV.

## Життєпис

### Прихильник Йорків
Походив з родини середньозаможних дворян. Народився у Кірбі (Лестершир) у родині Леонарда Гастінгса та Аліси Камойс. Погляди батька визначили подальшу доля самого Вільяма Гастінгса. Леонард Гастінгсбув прихильником династії Йорків, тому відправив молодого Вільяма до двору Річарда, герцога Йоркського, де той затоваришував з молодим Едуардом Йорком, майбутнім королем Едуардом IV. Вільям Гастінгсотримав гарну освіту, особливо у сфері тогочасного права. Завдяки своїм професійним якостям та дружбі з Едуардом Йорком вже у 1455 році Вільям Гастінгсстає верховним шерифом Ворікширу та верховним шерифом Лестерширу. На цих посадах набув практичних знань з розгляду судових справ.
Гастінгсбрав участь у битвах при Мортимер Кроссі та Таутоні у 1461 році. За звитягу у битвах та вірність династії Йорків того ж року Вільям Гастінгсстає лорд-камергером королівства та 1-м бароном Гастінгс. У 1461 році пов'язує себе родинними зв'язками з могутнім кланом Невіллів, одружуючись із сестрою Річарда Воріка. З 1462 року — кавалер Ордену Підв'язки.
Після повстання у 1470 році графа Воріка проти короля Едуарда IV Вільям Гастінгссупроводжував короля у вигнанні до Нідерландів. У 1471 році вони разом повернулися до Англії. Тут Вільям відзначився у битвах при Барнеті та Тьюксбері. Чутки звинувачували Гастінгса у вбивсті Едуарда, сина Генріха VI Ланкастера. Ймовірно він особисто не брав участь у вбивсті молодого принца, але міг бути ініціатором, як правник, усунення можливого претендента з огляду на не зовсім бездоганні права Едуарда IV Йорка на трон.
Після перемоги Йорків був однією з наближених осіб короля Едуарда IV (стає капітаном Кале, бере участь у перемовинах з Людовиком XI, королем Франції у Пікін'ї), проте згодом виступив проти впливу Єлизавети Вудвіл та їх родичів. За це деякий час знаходився у Тауері. Його було звільнено незадовго до смерті короля.

### Загибель
Раптова смерть Едуарда IV у 1483 році змінила долю Вільяма Гастінгса. Розгорнулася боротьба щодо контролю над урядом й регентства між Вудвілами та Річардом Глостерським. Гастінгсколивався між двома групами, з одного боку він був ворогом Вудвілів, з іншого — побоювався владного та авторитарного Річарда Глостера. Зрештою як регент підтримав останнього. У перші місяці Вільям Гастінгсспівробітничав з Глостером у королівській раді, проте рішучі виступив проти бажання Річарда зайняти трон замість Едуарда V. Протидія відомого правника Гастінгса деякий час не дозволяла Річарду Глостерському домогтися бажаного рішення щодо незаконності прав синів Едуарда IV на англійський трон. Тому 13 червня 1483 під час засідання королівської ради Глостер та Бекінгем звинуватили Гастінгса у змові та чаклунстві. Того ж дня його було страчено.

## Родина
1. Дружина — Єлизавета Волден
Дітей не було
2. Дружина — Кетрін, донька Річарда Невілла, графа Солсбері
Діти:
- Ральф (1463—д/н)
- Єлизавета (1464—д/н)
- Едуард (1466–1507), 2-й барон Гастінгс
- Річард (1468—д/н)
- Вільям (1470—д/н)
- Анна (1471–1520), графиня Шрусбері
- Джордж (1471—д/н)